# Hydrochus foveatus
Hydrochus foveatus är en skalbaggsart som beskrevs av Samuel Stehman Haldeman 1852. Hydrochus foveatus ingår i släktet Hydrochus och familjen gyttjebaggar. Inga underarter finns listade i Catalogue of Life.